# Spanien i Eurovision Song Contest 2016

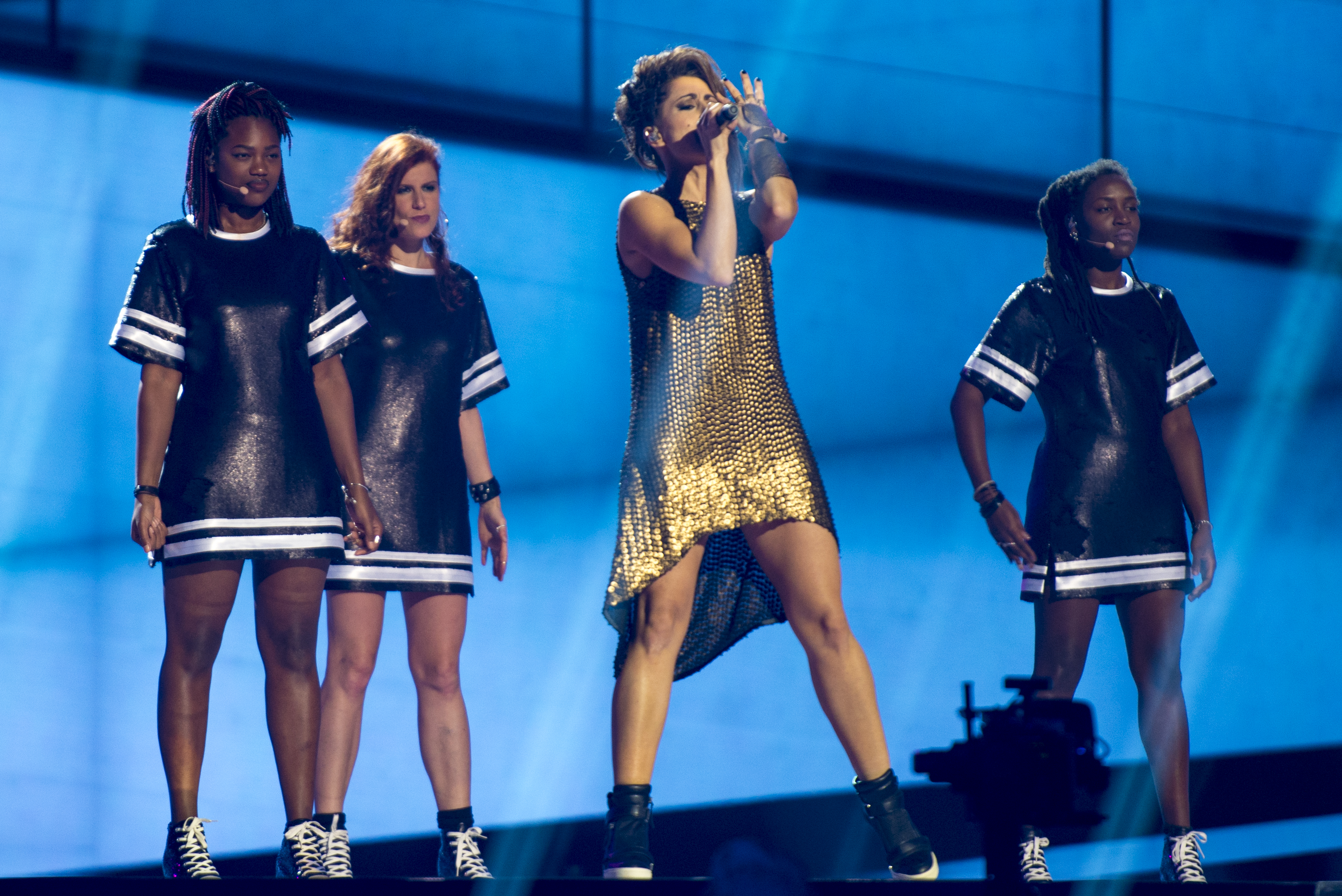

Spanien deltog i Eurovision Song Contest 2016 i Stockholm, Sverige med låten "Say Yay!" skriven av Bárbara Reyzábal, Rubén Villanueva och Víctor pua vivo. Låten framfördes av Barei. Det spanska TV-bolaget Televisión Española (TVE) organiserade den nationella finalen Objetivo Eurovision för att välja det spanska bidraget. Sex artister och låtar tävlade om platsen till ESC 2016. 
Objetivo Eurovision organiserades av TVE som ägde rum den 1 februari 2016 i Adisar Studios i Villaviciosa de Odón-regionen i Madrid, värd var Anne Igartiburu tillsammans med Julia Varela som var värd i green room. Programmet sändes på La 1 samt på webben via TVE:s officiella sajt rtve.es och den officiella Eurovision Song Contest-sidan eurovision.tv. Sex artister och låtar tävlade och vinnaren beslutades genom en kombination av offentlig telefonröstning, en expertjury i studion och en internationell jury.
Studiojuryn bestod av Loreen, Edurne och Carlos Marin

## Finalen
| Nr | Artist           | Sång                  | Jury (Internationell) | Jury (Studio) | Telefonröster | Total | Placering |
| -- | ---------------- | --------------------- | --------------------- | ------------- | ------------- | ----- | --------- |
| 1  | Maverick         | "Un mundo más feliz"  | 21                    | 21            | 24            | 66    | 6         |
| 2  | Barei            | "Say Yay!"            | 30                    | 36            | 48            | 114   | 1         |
| 3  | Xuso Jones       | "Victorious"          | 24                    | 30            | 40            | 94    | 2         |
| 4  | Salvador Beltrán | "Días de alegría"     | 36                    | 16            | 20            | 72    | 3         |
| 5  | María Isabel     | "La vida sólo es una" | 18                    | 18            | 32            | 68    | 4         |
| 6  | Electric Nana    | "Now"                 | 15                    | 23            | 28            | 66    | 5         |

## Under ESC
Spanien tillhör the big 5 länderna där det menas med att landet redan var direktkvalificerat till finalen. i Finalen hamnade de på 22:a plats med 77 poäng.